# Беринду (Клуж)
Беринду (рум. Berindu) насеље је у Румунији у округу Клуж у општини Санпаул. Oпштина се налази на надморској висини од 444 m.

## Становништво
Према подацима из 2002. године у насељу је живело 518 становника, од којих су сви румунске националности.